# Кудали
Кудали (авар. Кудáли(б)) — село (росу, аул) в Гунибском районе Дагестана. Административный центр муниципального образования «Кудалинский сельсовет».

## История

### Образование
Дата основания Кудали точно не установлена. В нынешнем виде оно было образовано от слияния нескольких, изолированных друг от друга мелких селений: Ухичур, Кавох, Цадгарих, Гунабазул болола, Кибичараб ганчих, Сидох, Укик, Кудаламаарда, Агадиб, Кодох, Бааралул бакдаб и Генчасул гxегx. На месте некоторых из них остались древние развалины.
Во владения кудалинского хана входили Хвартикуни, Тунзи, Хварада, Горбони, Багани, Хулли, Силта, Укитль. 
В XIII веке для защиты своей территории селения приходилось охранять. У кудалинцев охранными отселками были такие сёла, как Дарада, Мурада, Маали и Кули. Население этих сёл и сейчас говорит на кудалинском говоре хунзахского диалекта. Во время арабских завоеваний к Кудали на некоторое время отходила часть Гоцатля.

### Религия
В раннем средневековье в Кудали, как и в остальных аварских землях, исповедовали христианство (возможно наряду с язычеством). Об этом свидетельствуют археологические памятники.
В XIV веке Андалалское общество, куда, включая Кудали, входит 12 авароязычных селений, добровольно приняли ислам.

## Физико-географическая характеристика

### Географическое положение
Кудали располагается в Гунибском районе Дагестана на высоте 1463 метра над уровнем моря. 
| С-З | Ростов-на-Дону ~ 793 км/ ~ 1000 км | Астрахань ~ 448 км/ ~ 600 км | Махачкала ~ 75 км/ ~ 140 км       | С-В |
| З   | Владикавказ ~ 209 км/ ~ 340 км     | Роза ветров                  | Каспийское море ~ 64 км / ~ 99 км | В   |
| Ю-З | Ереван ~ 318 км / ~ 819 км         | Тебриз ~ 480 км / ~ 910 км   | Баку ~ 315 км / ~ 420 км км       | Ю-В |

### Климат
Климат умеренно-холодный. По классификации климатов Кёппена — влажный континентальный климат с теплым летом. В течение года выпадает значительное количество осадков.
Самое теплое время года — июль, со средней температурой +17 °C. Самое холодное - январь, со средней температурой -5,4 °C.
Среднегодовые климатические показатели: температура — +5,9 °C, осадки — 645 мм.
| Показатель                    | Янв. | Фев. | Март | Апр. | Май  | Июнь | Июль | Авг. | Сен. | Окт. | Нояб. | Дек. | Год  |
| ----------------------------- | ---- | ---- | ---- | ---- | ---- | ---- | ---- | ---- | ---- | ---- | ----- | ---- | ---- |
| Средний суточный максимум, °C | −1,6 | −0,9 | 3,0  | 10,2 | 15,3 | 19,2 | 22,4 | 21,2 | 17,6 | 11,9 | 5,6   | 1,0  | 10,4 |
| Средняя температура, °C       | −5,4 | −4,5 | −0,8 | 5,1  | 10,4 | 14,0 | 17,0 | 16,2 | 12,2 | 7,2  | 2,0   | −2,5 | 5,9  |
| Средний суточный минимум, °C  | −9,1 | −8,1 | −4,6 | 0,1  | 5,6  | 8,8  | 11,6 | 11,3 | 6,9  | 2,6  | −1,6  | −6   | 1,4  |
| Норма осадков, мм             | 17   | 25   | 37   | 59   | 97   | 104  | 75   | 67   | 63   | 49   | 34    | 18   | 645  |
| Источник: CLIMATE-DATA.ORG    |      |      |      |      |      |      |      |      |      |      |       |      |      |

## Население

### Национальный состав
Моноэтническое аварское село.

### Население в XIX в.[9]
| 1869 | 1886 | 1889 | 1896 | 1899 | 1902 | 1904 | 1905 | 1906 | 1913 |
| ---- | ---- | ---- | ---- | ---- | ---- | ---- | ---- | ---- | ---- |
| 683  | 978  | 988  | 969  | 900  | 929  | 1029 | 930  | 934  | 919  |

### Население в современное время
| 1888 | 1895  | 1926  | 1939  | 1970  | 1989 | 2002 |
| ---- | ----- | ----- | ----- | ----- | ---- | ---- |
| 978  | ↘967  | ↗1123 | ↗1200 | ↘1125 | ↘778 | ↗904 |
| 2010 | 2021  |       |       |       |      |      |
| ↗913 | ↗1224 |       |       |       |      |      |